# Église Saint-Jean-Baptiste de Fontans
L'église Saint-Jean-Baptiste est une église catholique romaine située à Fontans, en France dans le hameau des Estrets.

## Localisation
L'église est située sur la commune de Fontans (hameau des Estrets), dans le département français de la Lozère.

## Les Hospitaliers
L'église Saint-Jean-Baptiste des Estrets est une ancienne église de l'ordre de Saint-Jean de Jérusalem. Elle faisait partie de la maison de l'Hôpital des Estrets, rattachée à la commanderie de Gap-Francès au sein du grand prieuré de Saint-Gilles.
L'édifice est inscrit au titre des monuments historiques en 1986.